# 孔古銼口象鼻魚
孔古銼口象鼻魚，為輻鰭魚綱骨舌魚目象鼻魚科的其中一種。分布於非洲剛果河中部史坦利湖流域，棲息於水底，具有發電器官，用來偵測獵物，體長可達8.6公分。